# Макграт (Аляска)
Макграт (англ. McGrath, верх.-куск. Tochak’, дег-хитан. Deg Inegh) — город в зоне переписи населения Юкон-Коюкук, штат Аляска, США.

## География
Макграт расположен в юго-западной части центральной Аляски в одной из многочисленных излучин реки Кускоквим. Площадь города составляет 141,4 км², из которых 14,8 км² (ок. 10,5%) занимают открытые водные пространства. Город обслуживает одноимённый аэропорт. В Макграте находится администрация заповедной зоны Инноко.

## История
Место, на котором ныне стоит Макграт, ещё в XIX веке служило местом встречи жителей окрестных поселений. В 1904 году здесь был основан торговый пост. В 1906—07 годах неподалёку были обнаружены залежи золота, что послужило толчком к дальнейшему развитию поселения, так как Макграт в то время был крайней северной точкой, которую можно было достичь по реке Кускоквим. Своё имя посёлок получил в честь местного шерифа, Питера Макграта. В 1909 году открылся первый магазин. Также активности города не давала утихнуть проходящая неподалёку Тропа Идитарод (англ. Iditarod Trail), по которой в 1911—20 годах нескончаемым потоком, от Нома до Сьюарда и обратно, двигались старатели. После 1925 года «золотая лихорадка», царившая несколько лет в окрестностях города, закончилась. В 1933 году случилось крупное наводнение, заставившее жителей переместить многие городские постройки, в частности, такую важную вещь, как причалы. В начале 1940-х годов был построен аэропорт, вначале выполнявший, в основном, военные задачи, а затем переоборудованный в гражданский. В 1940 году в Макграте открылась первая средняя школа, в 1964 году — высшая школа, по состоянию на 2010 год в обеих обучается 193 ученика. 3 июня 1975 года Макграт получил статус города.

## Демография
Население
- 1920 год — 90 жителей
- 1930 — 112
- 1940 — 138
- 1950 — 175
- 1960 — 241
- 1970 — 279
- 1980 — 355
- 1990 — 528
- 2000 — 401
- 2006 — 360
- 2010 — 346
- 2011 — 341

Расовый состав
- эскимосы — 41,6%
- белые — 36,7%
- азиаты — 0,6%
- уроженцы тихоокеанских островов — 0,9%
- прочие расы — 0,3%
- две и более расы — 19,9%
- латиноамериканцы (любой расы) — 2,6%